# Fortalezius excellens
Fortalezius excellens is een hooiwagen uit de familie Cosmetidae.